# Buçe Buse Kahraman
Buçe Buse Kahraman (Esmirna, 1 de abril de 1996) es una actriz y modelo turca.

## Biografía
Buçe Buse Kahraman nació el 1 de abril de 1996 en Esmirna (Turquía), y cuando estaba en la escuela secundaria se volvió apasionada a la actuación.

## Carrera
Buçe Buse Kahraman después de su formación en actuación, y después de aprobar sus exámenes, se graduó de la facultad de bellas artes del departamento de drama de la Universidad Dokuz Eylül. En 2017 hizo su debut actoral con el papel de Nese en la película Kötü Çocuk dirigida por Yagiz Alp Akaydin. En 2018 y 2019 interpretó el papel de Meltem Sahin en la serie emitida en Show TV Çarpışma.
En 2019 y 2020 se unió al elenco de la serie emitida en Fox Yasak Elma, en el papel de Lila Argun. En 2021 interpretó el papel de Livia en la serie emitida en TRT 1 Uyanış: Büyük Selçuklu. En el mismo año interpretó el papel de Nermin Kusçu en la serie emitida en ATV Bas Belasi. En 2022 fue incluida en el elenco de la serie de Disney+ Ben Gri, en el papel de Selin Akinci.
En 2022 y 2023 fue elegida para interpretar el papel de Pelin "Pelo" Yılmaz en la serie emitida en Star TV Yali Çapkini, junto con los actores Afra Saraçoğlu y Mert Ramazan Demir. En 2023 interpretó el papel de Hotel Clery en la serie de Netflix Biz Kimden Kaçıyorduk Anne?.

## Filmografía

### Cine
| Año  | Título     | Personaje | Director          |
| ---- | ---------- | --------- | ----------------- |
| 2017 | Kötü Çocuk | Nese      | Yagiz Alp Akaydin |

### Televisión
| Año       | Título                 | Personaje           | Cadeña  | Notas        |
| --------- | ---------------------- | ------------------- | ------- | ------------ |
| 2018-2019 | Çarpışma               | Meltem Sahin        | Show TV | 11 episodios |
| 2019-2020 | Yasak Elma             | Lila Argun          | Fox     | 34 episodios |
| 2021      | Uyanış: Büyük Selçuklu | Livya               | TRT 1   | 11 episodios |
| 2021      | Bas Belasi             | Nermin Kusçu        | ATV     | 13 episodios |
| 2022-2023 | Yali Çapkini           | Pelin "Pelo" Yılmaz | Star TV | ¿? episodios |

### Web TV
| Año  | Título                      | Personaje    | Plataforma | Notas       |
| ---- | --------------------------- | ------------ | ---------- | ----------- |
| 2022 | Ben Gri                     | Selin Akinci | Disney+    | 8 episodios |
| 2023 | Biz Kimden Kaçıyorduk Anne? | Hotel Clerk  | Netflix    | 1 episodio  |